# Pouy-sur-Vannes
Pouy-sur-Vannes è un comune francese di 146 abitanti situato nel dipartimento dell'Aube nella regione del Grand Est.

## Società

### Evoluzione demografica
Abitanti censiti